# Vaccinium benguetense
Vaccinium benguetense är en ljungväxtart som beskrevs av António José Rodrigo Vidal. Vaccinium benguetense ingår i Blåbärssläktet, och familjen ljungväxter. Inga underarter finns listade i Catalogue of Life.